# V.League Division 1 2021/2022 (damer)
V.League Division 1 2021/2022 var den 28:e upplagan av tävlingen (fjärde under aktuellt namn & upplägg). Den spelades 15 oktober 2021 till 10 april 2022. Serien hade en vinteruppehåll 6 december till 7 januari. Under detta speldes kejsarinnans cup 2021 den 10-19 december. Hisamitsu Springs blev japanska mästare. Inget lag åkte ur.

## Klubbar

### Staber
| Denso Airybees             | Gen Kawakita           | Fumika Moriya   | Nishio, Aichi        |  | Denso                      |
| Himeji Victorina           | Kodai Nakaya           | Riho Sadakane   | Himeji, Hyōgo        |  | Himeji Victorina Co., Ltd. |
| Hisamitsu Springs          | Shingo Sakai           | Mana Toe        | Tosu, Saga           |  | Hisamitsu Pharmaceutical   |
| Hitachi Rivale             | Asako Tajimi           | Kanako Saito    | Hitachinaka, Ibaraki |  | Hitachi Automotive Systems |
| JT Marvelous               | Tomoko Yoshihara       | Mako Kobata     | Osaka, Hyogo         |  | Japan Tobacco Ltd.         |
| Kurobe AquaFairies         | Takaya Maruyama        | Sayo Masuda     | Kurobe, Toyama       |  | Kurobe AquaFairies         |
| NEC Red Rockets            | Takayuki Kaneko        | Misaki Yamauchi | Kawasaki, Kanagawa   |  | NEC Corporation            |
| Okayama Seagulls           | Akiyoshi Kawamoto      | Aimi Kawashima  | Okayama              |  | Okayama Seagulls Co., Ltd. |
| PFU BlueCats               | Masayasu Sakamoto      | Ayaka Horiguchi | Kanazawa, Ishikawa   |  | PFU Limited                |
| Saitama Ageo Medics        | Antônio Marcos Lerbach | Akane Yamagishi | Ageo, Saitama        |  | Ageo Medical Grupp         |
| Toray Arrows               | Akira Koshiya          | Misaki Shirai   | Ōtsu, Shiga          |  | Toray Industries           |
| Toyota Auto Body Queenseis | Haruya Indo            | Mioko Yabuta    | Kariya, Aichi        |  | Toyota Auto Body           |

### Utländska spelare
Varje lag fick ha en utländsk spelare från valfritt land samt en spelare från ett av länderna i ASEAN.
| Utländska spelare          | Utländska spelare               | Utländska spelare           |
| Team                       | Internationellt                 | ASEAN                       |
| -------------------------- | ------------------------------- | --------------------------- |
| Denso Airybees             | Roslandy Acosta (CSV)           | Jarasporn Bundasak (AVC)    |
| Himeji Victorina           | Celeste Plak (CEV)              | i.u.                        |
| Hisamitsu Springs          | Foluke Akinradewo (NORCECA)     | i.u.                        |
| Hitachi Rivale             | Hannah Tapp (NORCECA)           | i.u.                        |
| JT Marvelous               | Andrea Drews (NORCECA)          | Thatdao Nuekjang (AVC)      |
| Kurobe AquaFairies         | Merete Lutz (NORCECA)           | Pimpichaya Kokram (AVC)     |
| NEC Red Rockets            | Sarah Wilhite Parsons (NORCECA) | i.u.                        |
| Okayama Seagulls           | Xintian Fu                      | i.u.                        |
| PFU BlueCats               | Melissa Valdes                  | Trần Thị Thanh Thúy (AVC)   |
| Saitama Ageo Medics        | Lorenne Teixeira (CSV)          | Alyja Daphne Santiago (AVC) |
| Toray Arrows               | Jana Kulan (CEV)                | i.u.                        |
| Toyota Auto Body Queenseis | Kelsey Robinson (NORCECA)       | Hattaya Bamrungsuk (AVC)    |

### Spelarövergångar
| Nanami Asano          | Kinrankai High School                 | Denso Airybees             |
| Yoshino Sato          | Yonezawa Central High School          | Denso Airybees             |
| Airi Takahashi        | Kurashiki Ablaze                      | Denso Airybees             |
| Roslandy Acosta       | PFU BlueCats                          | Denso Airybees             |
| Jarasporn Bundasak    | Diamond Food                          | Denso Airybees             |
| Kaya Watanabe         | Nihon University                      | Himeji Victorina           |
| Rimi Kaneda           | Tokai Mermaids                        | Himeji Victorina           |
| Celeste Plak          | Aydın BBSK                            | Himeji Victorina           |
| Manami Mandai         | University of Tsukuba                 | Hisamitsu Springs          |
| Riho Ōtake            | Denso Airybees                        | Hisamitsu Springs          |
| Aya Watanabe          | Toyota Auto Body Queenseis            | Hitachi Rivale             |
| Rino Murooka          | Higashi Kyushu Ryukoku High School    | Hitachi Rivale             |
| Marina Takahashi      | University of Tsukuba                 | JT Marvelous               |
| Mana Nishizaki        | Kinrankai High School                 | JT Marvelous               |
| Manami Koyama         | Kyoei Gakuen High School              | JT Marvelous               |
| Anna Kikuchi          | Tokai Mermaids                        | Kurobe AquaFairies         |
| Ami Yamashiro         | University of Tsukuba                 | Kurobe AquaFairies         |
| Miku Shimada          | Juntendo University                   | Kurobe AquaFairies         |
| Merete Lutz           | GS Caltex Seoul KIXX                  | Kurobe AquaFairies         |
| Pimpichaya Kokram     | 3BB Nakornnont                        | Kurobe AquaFairies         |
| Yuka Kanasugi         | Himeji Victorina                      | Kurobe AquaFairies         |
| Chiyo Suzuki          | Beach volleyball                      | Kurobe AquaFairies         |
| Riko Fujii            | Shoin University                      | NEC Red Rockets            |
| Hina Kawakami         | University of Tsukuba                 | NEC Red Rockets            |
| Sarah Wilhite Parsons | Nilüfer Belediyespor                  | NEC Red Rockets            |
| Kotoe Inoue           | Denso Airybees                        | NEC Red Rockets            |
| Xintian Fu            | Kyoei Gakuen High School              | Okayama Seagulls           |
| Maika Matsumoto       | Shimada Commercial High School        | Okayama Seagulls           |
| Yuzu Nakamoto         | Osaka International Takii High School | Okayama Seagulls           |
| Megumi Sato           | Hiroshima Oilers                      | Okayama Seagulls           |
| Mari Morita           | Miyakonojo Commercial High School     | PFU BlueCats               |
| Melissa Valdes        | Furukawa Gakuen High School           | PFU BlueCats               |
| Kanoha Kagamihara     | University of Tsukuba                 | PFU BlueCats               |
| Airi Tahara           | Denso Airybees                        | PFU BlueCats               |
| Mikoto Shima          | Juntendo University                   | PFU BlueCats               |
| Sanae Watanabe        | Okayama Seagulls                      | PFU BlueCats               |
| Yurie Nabeya          | Denso Airybees                        | PFU BlueCats               |
| Trần Thị Thanh Thúy   | VTV Bình Điền Long An                 | PFU BlueCats               |
| Saki Kamata           | NSSU                                  | Saitama Ageo Medics        |
| Aki Meguro            | Aoyama Gakuin University              | Saitama Ageo Medics        |
| Hibiki Suzuki         | Gunma Bank Green Wings                | Saitama Ageo Medics        |
| Akiho Kurisu          | Osaka Superiors                       | Saitama Ageo Medics        |
| Alyja Daphne Santiago | Chery Tiggo Crossovers                | Saitama Ageo Medics        |
| Lorenne Teixeira      | Sesc/Flamengo                         | Saitama Ageo Medics        |
| Yoshino Nishikawa     | Kinrankai High School                 | Toray Arrows               |
| Madoka Kashimura      | Mito Girls High School                | Toray Arrows               |
| Yukiho Hara           | Kansai University                     | Toyota Auto Body Queenseis |
| Haruka Kaji           | Sundai Gakuen High School             | Toyota Auto Body Queenseis |
| Aimi Okawa            | Hachiojijissen                        | Toyota Auto Body Queenseis |
| Sakura Kurosu         | Hachiojijissen                        | Toyota Auto Body Queenseis |
| Hina Koide            | Shimokitazawa Seitoku                 | Toyota Auto Body Queenseis |
| Ayana Funane          | Shimokitazawa Seitoku                 | Toyota Auto Body Queenseis |
| Natsuki Suda          | Shujitsu High School                  | Toyota Auto Body Queenseis |
| Kelsey Robinson       | Fenerbahçe Opet                       | Toyota Auto Body Queenseis |
| Hattaya Bamrungsuk    | Diamond Food VC                       | Toyota Auto Body Queenseis |

## Arenor
| Adastria Arena, Mito Ageo Stad Gymnasium Baycom Gymnasium, Amagasaki Brex Arena, Utsunomiya CNA Arena, Akita Fukuoka Citizens Gymnasium Deai Dome, Gifu Green Arena, Kobe Higashiyama Gymnasium, Ichinoseki Hiroshima Green Arena Hitachinaka Sports Facility Ikenokawa Sakura Arena, Hitachi | Kanazawa Stad Gymnasium Kasaoka Gymnasium, Okayama Kawagoe Sports Park, Saitama Kitagas Arena, Sapporo Komatsu Stad Gymnasium, Ishikawa Konohana Arena, Shizuoka Horaiya Koriyama Gymnasium Kose Sports Park Gymnasium, Kofu Kurobe General Sports Center Kurume Arena, Fukuoka Maruzen Intec Arena, Osaka Muko Citizens Gymnasium, Kyoto | Nishio Stad Gymnasium Okazaki Park Gymnasium, Aichi Ota Ward Gymnasium, Tokyo Saga Sunrise Park Gymnasium Saiden Chemical Arena, Saitama Saitama Prefectural Budokan, Ageo Sanyo Fureai Park Gymnasium, Akaiwa Shimadzu Arena, Kyoto Shiwa Town Gymnasium, Iwate Sky Hall Toyota Sumiyoshi Sports Center, Osaka Sun Arena Sendai | Sun Arena Wajima, Ishikawa Todoroki Arena, Kawasaki Toyama Stad Gymnasium Toyama Seibu Sports Center, Tonami Trim Park Kanazu, Awara Ukaruchan Arena, Otsu Wing Arena Kariya Wink Gymnasium, Himeji YMIT Arena, Kusatsu (ja Yokkaichi Stad Gymnasium Zip Arena, Okayama |

| Konohana Arena, Shizuoka |

## Format
Turneringen spelades i form av en grundserie fölljt av slutspelsmatcher/kval
- I grundserien mötte lagen alla andra lag tre gånger
- De tre översta gick vidare till slutspel
- De två sista fick spela kval (V.Challenge Match)
- Tvåan och trean i serie möttes i semifinal, spelades i bäst av två matcher där tvåan i serie automatiskt räknades som vinnare av den första matchen. Vid lika många segrar (d.v.s om trean vann matchen) spelades golden set om finalplatsen.
- Finalen spelades även den i bäst av två matcher (utan någon fördel till något lag) med golden set om nödvändigt.

## Rankningskriterier
Om slutresultatet blev 3-0 eller 3-1 tilldelades 3 poäng till det vinnande laget och 0 till det förlorande laget, om slutresultatet blev 3-2 tilldelades 2 poäng till det vinnande laget och 1 till det förlorande laget. 
Rankningsordningen definierades utifrån:
- Antal vunna matcher
- Poäng
- Kvot vunna / förlorade set
- Kvot vunna / förlorade poäng.

## Grundserien

### Slutplaceringar
|  | Kvalificerat för the final                          |
|  | Kvalificerat för the semifinal                      |
|  | Vidare till nedflyttningskval ("V.Challenge Match") |

| Sluttabell | Sluttabell                 | Sluttabell | Sluttabell | Sluttabell | Sluttabell | Sluttabell | Sluttabell | Sluttabell | Sluttabell | Sluttabell |
| Rank       | Team                       | V          | F          | P          | SV         | SF         | SK         | BV         | BF         | BK         |
| ---------- | -------------------------- | ---------- | ---------- | ---------- | ---------- | ---------- | ---------- | ---------- | ---------- | ---------- |
| 1          | JT Marvelous               | 27         | 6          | 80         | 86         | 30         | 2.87       | 2774       | 2320       | 1.20       |
| 2          | Toray Arrows               | 26         | 7          | 79         | 87         | 34         | 2.56       | 2814       | 2485       | 1.13       |
| 3          | Hisamitsu Springs          | 23         | 10         | 72         | 82         | 44         | 1.86       | 2955       | 2711       | 1.09       |
| 4          | NEC Red Rockets            | 23         | 10         | 70         | 78         | 43         | 1.81       | 2815       | 2508       | 1.12       |
| 5          | Saitama Ageo Medics        | 20         | 13         | 60         | 72         | 55         | 1.31       | 2936       | 2748       | 1.07       |
| 6          | Denso Airybees             | 20         | 13         | 56         | 67         | 57         | 1.18       | 2798       | 2744       | 1.02       |
| 7          | Hitachi Rivale             | 14         | 19         | 41         | 54         | 73         | 0.74       | 2612       | 2917       | 0.90       |
| 8          | PFU BlueCats               | 12         | 21         | 38         | 50         | 72         | 0.69       | 2583       | 2757       | 0.94       |
| 9          | Okayama Seagulls           | 12         | 21         | 36         | 49         | 71         | 0.69       | 2650       | 2759       | 0.96       |
| 10         | Toyota Auto Body Queenseis | 10         | 23         | 29         | 43         | 78         | 0.55       | 2601       | 2826       | 0.92       |
| 11         | Himeji Victorina           | 8          | 25         | 25         | 49         | 86         | 0.57       | 2854       | 3102       | 0.92       |
| 12         | Kurobe AquaFairies         | 3          | 30         | 8          | 20         | 94         | 0.21       | 2220       | 2735       | 0.81       |

### Individuella utmärkelser[10]
| Individual Utmärkelser - Grundserien | Individual Utmärkelser - Grundserien | Individual Utmärkelser - Grundserien | Individual Utmärkelser - Grundserien | Individual Utmärkelser - Grundserien |
| pris                                 | Spelare                              | Lag                                  | Utmärkelse                           | Gång                                 |
| ------------------------------------ | ------------------------------------ | ------------------------------------ | ------------------------------------ | ------------------------------------ |
| Bästa poängvinnare                   | Jana Kulan                           | Toray Arrows                         | Total P = 789                        | 3:e                                  |
| Spikepris                            | Foluke Akinradewo                    | Hisamitsu Springs                    | Kill Rate = 56.5%                    | 4:e                                  |
| Blockpris                            | Jaja Santiago                        | Saitama Ageo Medics                  | Blocks/set = 0.81                    | 1:a                                  |
| Servepris                            | Mioko Yabuta                         | Toyota Auto Body Queenseis           | Serve Effect Rate = 13.4%            | 1:a                                  |
| Mottagarpris                         | Mako Kobata                          | JT Marvelous                         | Reception Rate = 69.5%               | 2:a                                  |

### Matchresultat
Omgång 1
| 15 oktober 2021 18:15 | Toray Arrows                 | 3−1 | Himeji Victorina | Ukaruchan Arena, Otsu Publik: 767 Domare: Yuka Kitamura Rapport: Rapport A Rapport B |
| 15 oktober 2021 18:15 | (22−25, 25−22, 26−24, 25−21) |     |                  | Ukaruchan Arena, Otsu Publik: 767 Domare: Yuka Kitamura Rapport: Rapport A Rapport B |

| 16 oktober 2021 12:00 | Toyota Auto Body Queenseis   | 1−3 | JT Marvelous | Wing Arena Kariya Publik: 452 Domare: Nana Yoshioka Rapport: Rapport A Rapport B |
| 16 oktober 2021 12:00 | (22−25, 25−21, 18−25, 20−25) |     |              | Wing Arena Kariya Publik: 452 Domare: Nana Yoshioka Rapport: Rapport A Rapport B |

| 16 oktober 2021 13:00 | NEC Red Rockets       | 3−0 | Kurobe AquaFairies | Todoroki Arena, Kawasaki Publik: 1218 Domare: Mikako Masuoka Rapport: Rapport A Rapport B |
| 16 oktober 2021 13:00 | (25−15, 25−19, 25−12) |     |                    | Todoroki Arena, Kawasaki Publik: 1218 Domare: Mikako Masuoka Rapport: Rapport A Rapport B |

| 16 oktober 2021 13:00 | Denso Airybees               | 3−1 | PFU BlueCats | Nishio Stad Gymnasium Publik: 660 Domare: Toshie Akai Rapport: Rapport A Rapport B |
| 16 oktober 2021 13:00 | (23−25, 25−16, 25−21, 25−20) |     |              | Nishio Stad Gymnasium Publik: 660 Domare: Toshie Akai Rapport: Rapport A Rapport B |

| 16 oktober 2021 13:00 | Hisamitsu Springs                   | 2−3 | Hitachi Rivale | Saga Sunrise Park Publik: 812 Domare: Junichi Hayashi Rapport: Rapport A Rapport B |
| 16 oktober 2021 13:00 | (23−25, 23−25, 25−16, 25−23, 16−18) |     |                | Saga Sunrise Park Publik: 812 Domare: Junichi Hayashi Rapport: Rapport A Rapport B |

| 16 oktober 2021 14:00 | Okayama Seagulls                    | 2−3 | Saitama Ageo Medics | Kasaoka Gymnasium, Okayama Publik: 560 Domare: Hirokazu Tomita Rapport: Rapport A Rapport B |
| 16 oktober 2021 14:00 | (30−28, 24−26, 25−23, 13−25, 11−15) |     |                     | Kasaoka Gymnasium, Okayama Publik: 560 Domare: Hirokazu Tomita Rapport: Rapport A Rapport B |

| 16 oktober 2021 17:30 | Toray Arrows          | 3−0 | Himeji Victorina | Ukaruchan Arena, Otsu Publik: 496 Domare: Yutaka Moriguchi Rapport: Rapport A Rapport B |
| 16 oktober 2021 17:30 | (25−20, 25−17, 25−18) |     |                  | Ukaruchan Arena, Otsu Publik: 496 Domare: Yutaka Moriguchi Rapport: Rapport A Rapport B |

| 17 oktober 2021 12:00 | Toyota Auto Body Queenseis | 0–3 | JT Marvelous | Wing Arena Kariya Publik: 452 Domare: Nana Yoshioka Rapport: Rapport A Rapport B |
| 17 oktober 2021 12:00 | (16-25, 19-25, 13-25)      |     |              | Wing Arena Kariya Publik: 452 Domare: Nana Yoshioka Rapport: Rapport A Rapport B |

| 17 oktober 2021 13:00 | NEC Red Rockets              | 3–1 | Kurobe AquaFairies | Todoroki Arena, Kawasaki Publik: 1201 Domare: Nahoko Watanabe Rapport: Rapport A Rapport B |
| 17 oktober 2021 13:00 | (25-23, 25-20, 14-25, 25-17) |     |                    | Todoroki Arena, Kawasaki Publik: 1201 Domare: Nahoko Watanabe Rapport: Rapport A Rapport B |

| 17 oktober 2021 13:00 | Denso Airybees        | 3–0 | PFU BlueCats | Nishio Stad Gymnasium Publik: 630 Domare: Tomohito Castle Rapport: Rapport A Rapport B |
| 17 oktober 2021 13:00 | (25-20, 25-23, 25-22) |     |              | Nishio Stad Gymnasium Publik: 630 Domare: Tomohito Castle Rapport: Rapport A Rapport B |

| 17 oktober 2021 12:00 | Hisamitsu Springs            | 3–1 | Hitachi Rivale | Saga Sunrise Park Publik: 819 Domare: Seiji Kiuchi Rapport: Rapport A Rapport B |
| 17 oktober 2021 12:00 | (25-20, 19-25, 25-22, 25-16) |     |                | Saga Sunrise Park Publik: 819 Domare: Seiji Kiuchi Rapport: Rapport A Rapport B |

| 17 oktober 2021 14:00 | Okayama Seagulls      | 0–3 | Saitama Ageo Medics | Kasaoka Gymnasium, Okayama Publik: 526 Domare: Yasuo Chiyonobu Rapport: Rapport A Rapport B |
| 17 oktober 2021 14:00 | (16-25, 15-25, 22-25) |     |                     | Kasaoka Gymnasium, Okayama Publik: 526 Domare: Yasuo Chiyonobu Rapport: Rapport A Rapport B |

Omgång 2
| 23 oktober 2021 12:00 | Kurobe AquaFairies    | 0–3 | Okayama Seagulls | Kurobe General Sports Center Publik: 1 100 Domare: Yutaka Moriguchi Rapport: Rapport A Rapport B |
| 23 oktober 2021 12:00 | (18-25, 15-25, 25-27) |     |                  | Kurobe General Sports Center Publik: 1 100 Domare: Yutaka Moriguchi Rapport: Rapport A Rapport B |

| 23 oktober 2021 12:00 | PFU BlueCats          | 3–0 | Toyota Auto Body Queenseis | Sun Arena Wajima, Ishikawa Publik: 375 Domare: Hiroyuki Hara Rapport: Rapport A Rapport B |
| 23 oktober 2021 12:00 | (25-13, 25-21, 25-16) |     |                            | Sun Arena Wajima, Ishikawa Publik: 375 Domare: Hiroyuki Hara Rapport: Rapport A Rapport B |

| 23 oktober 2021 13:00 | Saitama Ageo Medics          | 1–3 | JT Marvelous | Higashiyama Gymnasium, Ichinoseki Publik: 500 Domare: Yuka Tsushima Rapport: Rapport A Rapport B |
| 23 oktober 2021 13:00 | (21-25, 26-28, 25-17, 23-25) |     |              | Higashiyama Gymnasium, Ichinoseki Publik: 500 Domare: Yuka Tsushima Rapport: Rapport A Rapport B |

| 23 oktober 2021 13:00 | Hitachi Rivale                      | 2–3 | Himeji Victorina | Ikenokawa Sakura Arena, Hitachi Publik: 559 Domare: Yui Asai Rapport: Rapport A Rapport B |
| 23 oktober 2021 13:00 | (25-17, 25-20, 23-25, 23-25, 11-15) |     |                  | Ikenokawa Sakura Arena, Hitachi Publik: 559 Domare: Yui Asai Rapport: Rapport A Rapport B |

| 23 oktober 2021 13:00 | Hisamitsu Springs            | 3–1 | Denso Airybees | Green Arena, Kobe Publik: 800 Domare: Ken Nakayama Rapport: Rapport A Rapport B |
| 23 oktober 2021 13:00 | (19-25, 25-22, 28-26, 25-21) |     |                | Green Arena, Kobe Publik: 800 Domare: Ken Nakayama Rapport: Rapport A Rapport B |

| 23 oktober 2021 14:30 | Toray Arrows                        | 2–3 | NEC Red Rockets | Kurobe General Sports Center Publik: 1 200 Domare: Yuka Kitamura Rapport: Rapport A Rapport B |
| 23 oktober 2021 14:30 | (25-21, 25-22, 18-25, 16-25, 11-15) |     |                 | Kurobe General Sports Center Publik: 1 200 Domare: Yuka Kitamura Rapport: Rapport A Rapport B |

| 24 oktober 2021 12:00 | Kurobe AquaFairies    | 0–3 | Okayama Seagulls | Kurobe General Sports Center Publik: 1 100 Domare: Satomi Naito Rapport: Rapport A Rapport B |
| 24 oktober 2021 12:00 | (21-25, 13-25, 20-25) |     |                  | Kurobe General Sports Center Publik: 1 100 Domare: Satomi Naito Rapport: Rapport A Rapport B |

| 24 oktober 2021 12:00 | Saitama Ageo Medics   | 0–3 | JT Marvelous | Higashiyama Gymnasium, Ichinoseki Publik: 600 Domare: Toshie Akai Rapport: Rapport A Rapport B |
| 24 oktober 2021 12:00 | (23-25, 18-25, 20-25) |     |              | Higashiyama Gymnasium, Ichinoseki Publik: 600 Domare: Toshie Akai Rapport: Rapport A Rapport B |

| 24 oktober 2021 13:00 | Hitachi Rivale                      | 3–2 | Himeji Victorina | Ikenokawa Sakura Arena, Hitachi Publik: 420 Domare: Mikako Masuoka Rapport: Rapport A Rapport B |
| 24 oktober 2021 13:00 | (25-19, 22-25, 23-25, 27-25, 16-14) |     |                  | Ikenokawa Sakura Arena, Hitachi Publik: 420 Domare: Mikako Masuoka Rapport: Rapport A Rapport B |

| 24 oktober 2021 13:00 | Hisamitsu Springs            | 3–1 | Denso Airybees | Green Arena, Kobe Publik: 750 Domare: Junichi Hayashi Rapport: Rapport A Rapport B |
| 24 oktober 2021 13:00 | (25-10, 25-21, 26-28, 25-22) |     |                | Green Arena, Kobe Publik: 750 Domare: Junichi Hayashi Rapport: Rapport A Rapport B |

| 24 oktober 2021 14:00 | PFU BlueCats                 | 3–1 | Toyota Auto Body Queenseis | Sun Arena Wajima, Ishikawa Publik: 369 Domare: Nana Yoshioka Rapport: Rapport A Rapport B |
| 24 oktober 2021 14:00 | (17-25, 25-18, 25-16, 25-18) |     |                            | Sun Arena Wajima, Ishikawa Publik: 369 Domare: Nana Yoshioka Rapport: Rapport A Rapport B |

| 24 oktober 2021 14:30 | Toray Arrows                 | 3–1 | NEC Red Rockets | Kurobe General Sports Center Publik: 1 170 Domare: Yutaka Moriguchi Rapport: Rapport A Rapport B |
| 24 oktober 2021 14:30 | (25-22, 25-23, 20-25, 25-22) |     |                 | Kurobe General Sports Center Publik: 1 170 Domare: Yutaka Moriguchi Rapport: Rapport A Rapport B |

Omgång 3
| 30 oktober 2021 12:00 | JT Marvelous                 | 3–1 | Kurobe AquaFairies | Maruzen Intec Arena, Osaka Publik: 734 Domare: Toshie Akai Rapport: Rapport A Rapport B |
| 30 oktober 2021 12:00 | (24-26, 25-22, 25-15, 25-19) |     |                    | Maruzen Intec Arena, Osaka Publik: 734 Domare: Toshie Akai Rapport: Rapport A Rapport B |

| 30 oktober 2021 13:00 | Toyota Auto Body Queenseis | 0–3 | Hisamitsu Springs | Wing Arena Kariya Publik: 554 Domare: Tomohito Castle Rapport: Rapport A Rapport B |
| 30 oktober 2021 13:00 | (23-25, 20-25, 22-25)      |     |                   | Wing Arena Kariya Publik: 554 Domare: Tomohito Castle Rapport: Rapport A Rapport B |

| 30 oktober 2021 13:00 | Hitachi Rivale        | 0–3 | Denso Airybees | CNA Arena, Akita Publik: 945 Domare: Atsushi Hattori Rapport: Rapport A Rapport B |
| 30 oktober 2021 13:00 | (20-25, 22-25, 17-25) |     |                | CNA Arena, Akita Publik: 945 Domare: Atsushi Hattori Rapport: Rapport A Rapport B |

| 30 oktober 2021 13:00 | Himeji Victorina             | 1–3 | NEC Red Rockets | Wink Gymnasium, Himeji Publik: 962 Domare: Hirokazu Tomita Rapport: Rapport A Rapport B |
| 30 oktober 2021 13:00 | (19-25, 19-25, 25-23, 25-27) |     |                 | Wink Gymnasium, Himeji Publik: 962 Domare: Hirokazu Tomita Rapport: Rapport A Rapport B |

| 30 oktober 2021 14:00 | PFU BlueCats          | 3–0 | Saitama Ageo Medics | Komatsu Stad Gymnasium, Ishikawa Publik: 521 Domare: Satomi Naito Rapport: Rapport A Rapport B |
| 30 oktober 2021 14:00 | (25-23, 25-23, 25-20) |     |                     | Komatsu Stad Gymnasium, Ishikawa Publik: 521 Domare: Satomi Naito Rapport: Rapport A Rapport B |

| 30 oktober 2021 14:30 | Okayama Seagulls    | 0–3 | Toray Arrows | Zip Arena, Okayama Publik: 836 Domare: Yuka Kitamura Rapport: Rapport A Rapport B |
| 30 oktober 2021 14:30 | (26-28 17-25 20-25) |     |              | Zip Arena, Okayama Publik: 836 Domare: Yuka Kitamura Rapport: Rapport A Rapport B |

| 31 oktober 2021 12:00 | JT Marvelous          | 3–0 | Kurobe AquaFairies | Maruzen Intec Arena, Osaka Publik: 774 Domare: Misato Sato Rapport: Rapport A Rapport B |
| 31 oktober 2021 12:00 | (25-15, 25-20, 25-17) |     |                    | Maruzen Intec Arena, Osaka Publik: 774 Domare: Misato Sato Rapport: Rapport A Rapport B |

| 31 oktober 2021 12:00 | Hitachi Rivale               | 1–3 | Denso Airybees | CNA Arena, Akita Publik: 1 055 Domare: Yuka Tsushima Rapport: Rapport A Rapport B |
| 31 oktober 2021 12:00 | (17-25, 25-21, 27-29, 21-25) |     |                | CNA Arena, Akita Publik: 1 055 Domare: Yuka Tsushima Rapport: Rapport A Rapport B |

| 31 oktober 2021 13:00 | Toyota Auto Body Queenseis  | 1–3 | Hisamitsu Springs | Wing Arena Kariya Publik: 585 Domare: Kazuyoshi Yamamoto Rapport: Rapport A Rapport B |
| 31 oktober 2021 13:00 | (19-25, 20-25, 28-26, 20-2) |     |                   | Wing Arena Kariya Publik: 585 Domare: Kazuyoshi Yamamoto Rapport: Rapport A Rapport B |

| 31 oktober 2021 13:00 | Himeji Victorina             | 1–3 | NEC Red Rockets | Wink Gymnasium, Himeji Publik: 1 148 Domare: Mikako Masuoka Rapport: Rapport A Rapport B |
| 31 oktober 2021 13:00 | (25-23, 17-25, 19-25, 21-25) |     |                 | Wink Gymnasium, Himeji Publik: 1 148 Domare: Mikako Masuoka Rapport: Rapport A Rapport B |

| 31 oktober 2021 14:00 | PFU BlueCats          | 0–3 | Saitama Ageo Medics | Komatsu Stad Gymnasium, Ishikawa Publik: 641 Domare: Yutaka Moriguchi Rapport: Rapport A Rapport B |
| 31 oktober 2021 14:00 | (25-27, 17-25, 18-25) |     |                     | Komatsu Stad Gymnasium, Ishikawa Publik: 641 Domare: Yutaka Moriguchi Rapport: Rapport A Rapport B |

| 31 oktober 2021 14:00 | Okayama Seagulls             | 1–3 | Toray Arrows | Zip Arena, Okayama Publik: 835 Domare: Nana Yoshioka Rapport: Rapport A Rapport B |
| 31 oktober 2021 14:00 | (16-25, 25-22, 20-25, 21-25) |     |              | Zip Arena, Okayama Publik: 835 Domare: Nana Yoshioka Rapport: Rapport A Rapport B |

Omgång 4
| 6 november 2021 TBD | NEC Red Rockets       | 3–0 | Hitachi Rivale | Horaiya Koriyama Gymnasium Publik: 1 053 Domare: Yuka Tsushima Rapport: Rapport A Rapport B |
| 6 november 2021 TBD | (25-10, 25-19, 25-21) |     |                | Horaiya Koriyama Gymnasium Publik: 1 053 Domare: Yuka Tsushima Rapport: Rapport A Rapport B |

| 6 november 2021 12:00 | Denso Airybees        | 3–0 | Toyota Auto Body Queenseis | Horaiya Koriyama Gymnasium Publik: 1 045 Domare: Hiroaki Takahashi Rapport: Rapport A Rapport B |
| 6 november 2021 12:00 | (25-20, 25-21, 25-18) |     |                            | Horaiya Koriyama Gymnasium Publik: 1 045 Domare: Hiroaki Takahashi Rapport: Rapport A Rapport B |

| 6 november 2021 13:00 | Kurobe AquaFairies    | 0–3 | PFU BlueCats | Toyama Seibu Sports Center, Tonami Publik: 745 Domare: Hirokazu Tomita Rapport: Rapport A Rapport B |
| 6 november 2021 13:00 | (18-25, 24-26, 13-25) |     |              | Toyama Seibu Sports Center, Tonami Publik: 745 Domare: Hirokazu Tomita Rapport: Rapport A Rapport B |

| 6 november 2021 13:00 | Himeji Victorina                    | 3–2 | Okayama Seagulls | Wink Gymnasium, Himeji Publik: 983 Domare: Shin Yamamoto Rapport: Rapport A Rapport B |
| 6 november 2021 13:00 | (25-18, 20-25, 25-17, 29-31, 15-13) |     |                  | Wink Gymnasium, Himeji Publik: 983 Domare: Shin Yamamoto Rapport: Rapport A Rapport B |

| 6 november 2021 14:00 | Saitama Ageo Medics   | 0–3 | Hisamitsu Springs | Shimadzu Arena, Kyoto Publik: 420 Domare: Yuka Kitamura Rapport: Rapport A Rapport B |
| 6 november 2021 14:00 | (22-25, 23-25, 21-25) |     |                   | Shimadzu Arena, Kyoto Publik: 420 Domare: Yuka Kitamura Rapport: Rapport A Rapport B |

| 6 november 2021 15:00 | Toray Arrows          | 0–3 | JT Marvelous | YMIT Arena, Kusatsu (ja Publik: 1 158 Domare: Yutaka Moriguchi Rapport: Rapport A Rapport B |
| 6 november 2021 15:00 | (19-25, 16-25, 21-25) |     |              | YMIT Arena, Kusatsu (ja Publik: 1 158 Domare: Yutaka Moriguchi Rapport: Rapport A Rapport B |

| 7 november 2021 14:55 | NEC Red Rockets                     | 3–2 | Hitachi Rivale | Horaiya Koriyama Gymnasium Publik: 1 115 Domare: Hiroaki Takahashi Rapport: Rapport A Rapport B |
| 7 november 2021 14:55 | (25-10, 24-26, 25-17, 18-25, 15-12) |     |                | Horaiya Koriyama Gymnasium Publik: 1 115 Domare: Hiroaki Takahashi Rapport: Rapport A Rapport B |

| 7 november 2021 12:00 | Denso Airybees               | 3–1 | Toyota Auto Body Queenseis | Horaiya Koriyama Gymnasium Publik: 1 163 Domare: Misato Sato Rapport: Rapport A Rapport B |
| 7 november 2021 12:00 | (25-16, 21-25, 25-17, 25-20) |     |                            | Horaiya Koriyama Gymnasium Publik: 1 163 Domare: Misato Sato Rapport: Rapport A Rapport B |

| 7 november 2021 13:00 | Kurobe AquaFairies           | 1–3 | PFU BlueCats | Toyama Seibu Sports Center, Tonami Publik: 724 Domare: Mikako Masuoka Rapport: Rapport A Rapport B |
| 7 november 2021 13:00 | (23-25, 17-25, 25-18, 19-25) |     |              | Toyama Seibu Sports Center, Tonami Publik: 724 Domare: Mikako Masuoka Rapport: Rapport A Rapport B |

| 7 november 2021 13:00 | Himeji Victorina      | 3–0 | Okayama Seagulls | Wink Gymnasium, Himeji Publik: 1 013 Domare: Ryota Kunigami Rapport: Rapport A Rapport B |
| 7 november 2021 13:00 | (25-22, 25-21, 25-23) |     |                  | Wink Gymnasium, Himeji Publik: 1 013 Domare: Ryota Kunigami Rapport: Rapport A Rapport B |

| 7 november 2021 13:00 | Saitama Ageo Medics          | 3–1 | Hisamitsu Springs | Shimadzu Arena, Kyoto Publik: 500 Domare: Tomohito Castle Rapport: Rapport A Rapport B |
| 7 november 2021 13:00 | (25-27, 25-21, 25-15, 25-22) |     |                   | Shimadzu Arena, Kyoto Publik: 500 Domare: Tomohito Castle Rapport: Rapport A Rapport B |

| 7 november 2021 15:00 | Toray Arrows                 | 1–3 | JT Marvelous | YMIT Arena, Kusatsu (ja Publik: 1 180 Domare: Satomi Naito Rapport: Rapport A Rapport B |
| 7 november 2021 15:00 | (19-25, 20-25, 25-16, 12-25) |     |              | YMIT Arena, Kusatsu (ja Publik: 1 180 Domare: Satomi Naito Rapport: Rapport A Rapport B |

Omgång 5
| 12 november 2021 19:00 | NEC Red Rockets       | 3–0 | Okayama Seagulls | Todoroki Arena, Kawasaki Publik: 1 435 Domare: Zeda Rapport: Rapport A Rapport B |
| 12 november 2021 19:00 | (25-20, 25-14, 25-17) |     |                  | Todoroki Arena, Kawasaki Publik: 1 435 Domare: Zeda Rapport: Rapport A Rapport B |

| 13 november 2021 12:00 | Himeji Victorina             | 1–3 | JT Marvelous | Wink Gymnasium, Himeji Publik: 973 Domare: Yuka Kitamura Rapport: Rapport A Rapport B |
| 13 november 2021 12:00 | (20-25, 25-17, 28-30, 25-27) |     |              | Wink Gymnasium, Himeji Publik: 973 Domare: Yuka Kitamura Rapport: Rapport A Rapport B |

| 13 november 2021 13:00 | Hisamitsu Springs     | 3–0 | Kurobe AquaFairies | Sun Arena Sendai Publik: 512 Domare: Shin Yamamoto Rapport: Rapport A Rapport B |
| 13 november 2021 13:00 | (25-19, 25-18, 25-15) |     |                    | Sun Arena Sendai Publik: 512 Domare: Shin Yamamoto Rapport: Rapport A Rapport B |

| 13 november 2021 14:00 | PFU BlueCats                 | 1–3 | Toray Arrows | Kanazawa Stad Gymnasium Publik: 906 Domare: Hiroaki Takahashi Rapport: Rapport A Rapport B |
| 13 november 2021 14:00 | (25-23, 18-25, 21-25, 20-25) |     |              | Kanazawa Stad Gymnasium Publik: 906 Domare: Hiroaki Takahashi Rapport: Rapport A Rapport B |

| 13 november 2021 14:00 | Hitachi Rivale               | 3–1 | Toyota Auto Body Queenseis | Hitachinaka Sports Facility Publik: 505 Domare: Toshie Akai Rapport: Rapport A Rapport B |
| 13 november 2021 14:00 | (27-25, 25-18, 14-25, 25-22) |     |                            | Hitachinaka Sports Facility Publik: 505 Domare: Toshie Akai Rapport: Rapport A Rapport B |

| 13 november 2021 15:00 | NEC Red Rockets              | 3–1 | Okayama Seagulls | Todoroki Arena, Kawasaki Publik: 1 526 Domare: Satomi Naito Rapport: Rapport A Rapport B |
| 13 november 2021 15:00 | (25-17, 27-29, 25-20, 25-19) |     |                  | Todoroki Arena, Kawasaki Publik: 1 526 Domare: Satomi Naito Rapport: Rapport A Rapport B |

| 14 november 2021 13:00 | Hitachi Rivale        | 3–0 | Toyota Auto Body Queenseis | Hitachinaka Sports Facility Publik: 624 Domare: Yuka Tsushima Rapport: Rapport A Rapport B |
| 14 november 2021 13:00 | (25-18, 30-28, 25-20) |     |                            | Hitachinaka Sports Facility Publik: 624 Domare: Yuka Tsushima Rapport: Rapport A Rapport B |

| 14 november 2021 13:00 | Himeji Victorina      | 0–3 | JT Marvelous | Wink Gymnasium, Himeji Publik: 1 388 Domare: Yasuo Chiyonobu Rapport: Rapport A Rapport B |
| 14 november 2021 13:00 | (17-25, 13-25, 26-28) |     |              | Wink Gymnasium, Himeji Publik: 1 388 Domare: Yasuo Chiyonobu Rapport: Rapport A Rapport B |

| 14 november 2021 13:00 | Hisamitsu Springs     | 3–0 | Kurobe AquaFairies | Sun Arena Sendai Publik: 760 Domare: Seiji Kiuchi Rapport: Rapport A Rapport B |
| 14 november 2021 13:00 | (28-26, 25-18, 25-19) |     |                    | Sun Arena Sendai Publik: 760 Domare: Seiji Kiuchi Rapport: Rapport A Rapport B |

| 14 november 2021 14:00 | PFU BlueCats          | 0–3 | Toray Arrows | Kanazawa Stad Gymnasium Publik: 1 079 Domare: Misato Sato Rapport: Rapport A Rapport B |
| 14 november 2021 14:00 | (22-25, 22-25, 21-25) |     |              | Kanazawa Stad Gymnasium Publik: 1 079 Domare: Misato Sato Rapport: Rapport A Rapport B |

Omgång 6
| 20 november 2021 13:00 | Denso Airybees               | 1–3 | Saitama Ageo Medics | Kitagas Arena, Sapporo Publik: 893 Domare: Taku Masaoka Rapport: Rapport A Rapport B |
| 20 november 2021 13:00 | (23-25, 26-24, 17-25, 22-25) |     |                     | Kitagas Arena, Sapporo Publik: 893 Domare: Taku Masaoka Rapport: Rapport A Rapport B |

| 21 november 2021 13:00 | Denso Airybees                      | 3–2 | Saitama Ageo Medics | Kitagas Arena, Sapporo Publik: 786 Domare: Misato Sato Rapport: Rapport A Rapport B |
| 21 november 2021 13:00 | (26-24, 25-23, 23-25, 18-25, 15-11) |     |                     | Kitagas Arena, Sapporo Publik: 786 Domare: Misato Sato Rapport: Rapport A Rapport B |

Omgång 7
| 27 november 2021 12:00 | Toray Arrows          | 3–0 | Hisamitsu Springs | Konohana Arena, Shizuoka Publik: 1 300 Domare: Toshie Akai Rapport: Rapport A Rapport B |
| 27 november 2021 12:00 | (25-14, 25-16, 25-23) |     |                   | Konohana Arena, Shizuoka Publik: 1 300 Domare: Toshie Akai Rapport: Rapport A Rapport B |

| 27 november 2021 13:00 | JT Marvelous                 | 1–3 | NEC Red Rockets | Baycom Gymnasium, Amagasaki Publik: 1 200 Domare: Hirokazu Tomita Rapport: Rapport A Rapport B |
| 27 november 2021 13:00 | (25-14, 22-25, 13-25, 19-25) |     |                 | Baycom Gymnasium, Amagasaki Publik: 1 200 Domare: Hirokazu Tomita Rapport: Rapport A Rapport B |

| 27 november 2021 13:00 | Saitama Ageo Medics          | 3–1 | Toyota Auto Body Queenseis | Kawagoe Sports Park, Saitama Publik: 850 Domare: Yui Asai Rapport: Rapport A Rapport B |
| 27 november 2021 13:00 | (25-19, 25-21, 18-25, 25-16) |     |                            | Kawagoe Sports Park, Saitama Publik: 850 Domare: Yui Asai Rapport: Rapport A Rapport B |

| 27 november 2021 14:00 | PFU BlueCats                        | 3–2 | Himeji Victorina | Trim Park Kanazu, Awara Publik: 520 Domare: Nana Yoshioka Rapport: Rapport A Rapport B |
| 27 november 2021 14:00 | (25-17, 25-21, 23-25, 21-25, 15-11) |     |                  | Trim Park Kanazu, Awara Publik: 520 Domare: Nana Yoshioka Rapport: Rapport A Rapport B |

| 27 november 2021 14:00 | Okayama Seagulls             | 1–3 | Hitachi Rivale | Zip Arena, Okayama Publik: 860 Domare: Yuka Kitamura Rapport: Rapport A Rapport B |
| 27 november 2021 14:00 | (26-24, 22-25, 20-25, 23-25) |     |                | Zip Arena, Okayama Publik: 860 Domare: Yuka Kitamura Rapport: Rapport A Rapport B |

| 27 november 2021 15:30 | Denso Airybees        | 3–0 | Kurobe AquaFairies | Baycom Gymnasium, Amagasaki Publik: 695 Domare: Satomi Naito Rapport: Rapport A Rapport B |
| 27 november 2021 15:30 | (25-16, 25-13, 25-15) |     |                    | Baycom Gymnasium, Amagasaki Publik: 695 Domare: Satomi Naito Rapport: Rapport A Rapport B |

| 28 november 2021 12:00 | Saitama Ageo Medics   | 3–0 | Toyota Auto Body Queenseis | Kawagoe Sports Park, Saitama Publik: 950 Domare: Yuka Tsushima Rapport: Rapport A Rapport B |
| 28 november 2021 12:00 | (25-21, 25-21, 25-23) |     |                            | Kawagoe Sports Park, Saitama Publik: 950 Domare: Yuka Tsushima Rapport: Rapport A Rapport B |

| 28 november 2021 12:00 | Toray Arrows          | 3–0 | Hisamitsu Springs | Konohana Arena, Shizuoka Publik: 1 200 Domare: Mikako Masuoka Rapport: Rapport A Rapport B |
| 28 november 2021 12:00 | (25-23, 25-22, 25-16) |     |                   | Konohana Arena, Shizuoka Publik: 1 200 Domare: Mikako Masuoka Rapport: Rapport A Rapport B |

| 28 november 2021 13:00 | JT Marvelous          | 3–0 | NEC Red Rockets | Baycom Gymnasium, Amagasaki Publik: 1 200 Domare: Satomi Naito Rapport: Rapport A Rapport B |
| 28 november 2021 13:00 | (25-19, 25-18, 25-23) |     |                 | Baycom Gymnasium, Amagasaki Publik: 1 200 Domare: Satomi Naito Rapport: Rapport A Rapport B |

| 28 november 2021 14:00 | PFU BlueCats                        | 3–2 | Himeji Victorina | Trim Park Kanazu, Awara Publik: 556 Domare: Yutaka Moriguchi Rapport: Rapport A Rapport B |
| 28 november 2021 14:00 | (25-14, 25-16, 19-25, 18-25, 15-11) |     |                  | Trim Park Kanazu, Awara Publik: 556 Domare: Yutaka Moriguchi Rapport: Rapport A Rapport B |

| 28 november 2021 14:00 | Okayama Seagulls      | 3–0 | Hitachi Rivale | Zip Arena, Okayama Publik: 1 150 Domare: Ryota Kunigami Rapport: Rapport A Rapport B |
| 28 november 2021 14:00 | (28-26, 25-20, 25-18) |     |                | Zip Arena, Okayama Publik: 1 150 Domare: Ryota Kunigami Rapport: Rapport A Rapport B |

| 28 november 2021 15:30 | Denso Airybees               | 3–1 | Kurobe AquaFairies | Baycom Gymnasium, Amagasaki Publik: 560 Domare: Akira Homma Rapport: Rapport A Rapport B |
| 28 november 2021 15:30 | (22-25, 25-17, 25-12, 25-14) |     |                    | Baycom Gymnasium, Amagasaki Publik: 560 Domare: Akira Homma Rapport: Rapport A Rapport B |

Omgång 8 december 4–5, 2021
| 4 december 2021 TBD | Toray Arrows                 | 3–1 | Denso Airybees | Deai Dome, Gifu Publik: 1 043 Domare: Satomi Naito Rapport: Rapport A Rapport B |
| 4 december 2021 TBD | (30-28, 21-25, 25-22, 29-27) |     |                | Deai Dome, Gifu Publik: 1 043 Domare: Satomi Naito Rapport: Rapport A Rapport B |

| 4 december 2021 12:00 | Kurobe AquaFairies    | 3–0 | Toyota Auto Body Queenseis | Kurobe General Sports Center Publik: 950 Domare: Nobuko Sasaki Rapport: Rapport A Rapport B |
| 4 december 2021 12:00 | (25-19, 25-20, 25-22) |     |                            | Kurobe General Sports Center Publik: 950 Domare: Nobuko Sasaki Rapport: Rapport A Rapport B |

| 4 december 2021 13:00 | NEC Red Rockets       | 0–3 | PFU BlueCats | Todoroki Arena, Kawasaki Publik: 1 170 Domare: Nahoko Watanabe Rapport: Rapport A Rapport B |
| 4 december 2021 13:00 | (21-25, 22-25, 22-25) |     |              | Todoroki Arena, Kawasaki Publik: 1 170 Domare: Nahoko Watanabe Rapport: Rapport A Rapport B |

| 4 december 2021 13:00 | Hisamitsu Springs                   | 2–3 | Himeji Victorina | Saga Sunrise Park Gymnasium Publik: 763 Domare: Nana Yoshioka Rapport: Rapport A Rapport B |
| 4 december 2021 13:00 | (23-25, 23-25, 25-16, 25-23, 12-15) |     |                  | Saga Sunrise Park Gymnasium Publik: 763 Domare: Nana Yoshioka Rapport: Rapport A Rapport B |

| 4 december 2021 14:00 | Hitachi Rivale               | 1–3 | Saitama Ageo Medics | Adastria Arena, Mito Publik: 634 Domare: Hiroaki Takahashi Rapport: Rapport A Rapport B |
| 4 december 2021 14:00 | (18-25, 25-18, 18-25, 23-25) |     |                     | Adastria Arena, Mito Publik: 634 Domare: Hiroaki Takahashi Rapport: Rapport A Rapport B |

| 4 december 2021 14:30 | JT Marvelous          | 3–0 | Okayama Seagulls | Kurobe General Sports Center Publik: 1 050 Domare: Yutaka Moriguchi Rapport: Rapport A Rapport B |
| 4 december 2021 14:30 | (25-17, 26-24, 25-22) |     |                  | Kurobe General Sports Center Publik: 1 050 Domare: Yutaka Moriguchi Rapport: Rapport A Rapport B |

| 5 december 2021 TBD | Toray Arrows          | 3–0 | Denso Airybees | Deai Dome, Gifu Publik: 1 140 Domare: Tomohito Castle Rapport: Rapport A Rapport B |
| 5 december 2021 TBD | (25-21, 25-19, 25-19) |     |                | Deai Dome, Gifu Publik: 1 140 Domare: Tomohito Castle Rapport: Rapport A Rapport B |

| 5 december 2021 12:00 | Kurobe AquaFairies                  | 3–2 | Toyota Auto Body Queenseis | Kurobe General Sports Center Publik: 1 050 Domare: Naoyuki Nishiyama Rapport: Rapport A Rapport B |
| 5 december 2021 12:00 | (25-14, 23-25, 25-27, 25-14, 16-14) |     |                            | Kurobe General Sports Center Publik: 1 050 Domare: Naoyuki Nishiyama Rapport: Rapport A Rapport B |

| 5 december 2021 13:00 | NEC Red Rockets       | 3–0 | PFU BlueCats | Todoroki Arena, Kawasaki Publik: 1 424 Domare: Misato Sato Rapport: Rapport A Rapport B |
| 5 december 2021 13:00 | (25-17, 25-15, 25-23) |     |              | Todoroki Arena, Kawasaki Publik: 1 424 Domare: Misato Sato Rapport: Rapport A Rapport B |

| 5 december 2021 13:00 | Hisamitsu Springs            | 3–1 | Himeji Victorina | Saga Sunrise Park Gymnasium Publik: 834 Domare: Hirokazu Tomita Rapport: Rapport A Rapport B |
| 5 december 2021 13:00 | (26-28, 25-16, 25-15, 25-23) |     |                  | Saga Sunrise Park Gymnasium Publik: 834 Domare: Hirokazu Tomita Rapport: Rapport A Rapport B |

| 5 december 2021 14:00 | Hitachi Rivale                     | 3–2 | Saitama Ageo Medics | Adastria Arena, Mito Publik: 640 Domare: Yui Asai Rapport: Rapport A Rapport B |
| 5 december 2021 14:00 | (25-23, 27-25, 20-25, 19-25, 15-7) |     |                     | Adastria Arena, Mito Publik: 640 Domare: Yui Asai Rapport: Rapport A Rapport B |

| 5 december 2021 14:30 | JT Marvelous                 | 3–1 | Okayama Seagulls | Kurobe General Sports Center Publik: 1 100 Domare: Nobuko Sasaki Rapport: Rapport A Rapport B |
| 5 december 2021 14:30 | (25-21, 27-29, 25-20, 25-20) |     |                  | Kurobe General Sports Center Publik: 1 100 Domare: Nobuko Sasaki Rapport: Rapport A Rapport B |

Vinteruppehåll 6 december till 9 januari.
Omgång 9
| 8 januari 2022 11:00 | JT Marvelous          | 3–0 | Hitachi Rivale | Hiroshima Green Arena Publik: 950 Domare: Yuka Kitamura Rapport: Rapport A Rapport B |
| 8 januari 2022 11:00 | (25-16, 25-17, 27-25) |     |                | Hiroshima Green Arena Publik: 950 Domare: Yuka Kitamura Rapport: Rapport A Rapport B |

| 9 januari 2022 15:00 | JT Marvelous                        | 3–2 | Hitachi Rivale | Hiroshima Green Arena Publik: 1 000 Domare: Keiko Tanemoto Rapport: Rapport A Rapport B |
| 9 januari 2022 15:00 | (25-20, 25-17, 23-25, 23-25, 16-14) |     |                | Hiroshima Green Arena Publik: 1 000 Domare: Keiko Tanemoto Rapport: Rapport A Rapport B |

Omgång 10
| 15 januari 2022 12:00 | Toyota Auto Body Queenseis |  | Toray Arrows | Wing Arena Kariya Rapport: Rapport A Rapport B |
| 15 januari 2022 12:00 | ()                         |  |              | Wing Arena Kariya Rapport: Rapport A Rapport B |

| 15 januari 2022 13:00 | NEC Red Rockets |  | Hisamitsu Springs | Ota Ward Gymnasium, Tokyo Rapport: Rapport A Rapport B |
| 15 januari 2022 13:00 | ()              |  |                   | Ota Ward Gymnasium, Tokyo Rapport: Rapport A Rapport B |

| 15 januari 2022 13:00 | Himeji Victorina |  | Denso Airybees | Wink Gymnasium, Himeji Rapport: Rapport A Rapport B |
| 15 januari 2022 13:00 | ()               |  |                | Wink Gymnasium, Himeji Rapport: Rapport A Rapport B |

| 15 januari 2022 14:00 | Okayama Seagulls |  | PFU BlueCats | Zip Arena, Okayama Rapport: Rapport A Rapport B |
| 15 januari 2022 14:00 | ()               |  |              | Zip Arena, Okayama Rapport: Rapport A Rapport B |

| 15 januari 2022 14:00 | Saitama Ageo Medics |  | Kurobe AquaFairies | Saiden Chemical Arena, Saitama Rapport: Rapport A Rapport B |
| 15 januari 2022 14:00 | ()                  |  |                    | Saiden Chemical Arena, Saitama Rapport: Rapport A Rapport B |

| 16 januari 2022 11:30 | Toyota Auto Body Queenseis |  | Toray Arrows | Wing Arena Kariya Rapport: Rapport A Rapport B |
| 16 januari 2022 11:30 | ()                         |  |              | Wing Arena Kariya Rapport: Rapport A Rapport B |

| 16 januari 2022 13:00 | NEC Red Rockets |  | Hisamitsu Springs | Ota Ward Gymnasium, Tokyo Rapport: Rapport A Rapport B |
| 16 januari 2022 13:00 | ()              |  |                   | Ota Ward Gymnasium, Tokyo Rapport: Rapport A Rapport B |

| 16 januari 2022 13:00 | Saitama Ageo Medics |  | Kurobe AquaFairies | Saiden Chemical Arena, Saitama Rapport: Rapport A Rapport B |
| 16 januari 2022 13:00 | ()                  |  |                    | Saiden Chemical Arena, Saitama Rapport: Rapport A Rapport B |

| 16 januari 2022 13:00 | Himeji Victorina |  | Denso Airybees | Wink Gymnasium, Himeji Rapport: Rapport A Rapport B |
| 16 januari 2022 13:00 | ()               |  |                | Wink Gymnasium, Himeji Rapport: Rapport A Rapport B |

| 16 januari 2022 14:00 | Okayama Seagulls |  | PFU BlueCats | Zip Arena, Okayama Rapport: Rapport A Rapport B |
| 16 januari 2022 14:00 | ()               |  |              | Zip Arena, Okayama Rapport: Rapport A Rapport B |

Omgång 11
| 22 januari 2022 12:00 | Denso Airybees |  | JT Marvelous | Kitagas Arena, Sapporo Rapport: Rapport A Rapport B |
| 22 januari 2022 12:00 | ()             |  |              | Kitagas Arena, Sapporo Rapport: Rapport A Rapport B |

| 22 januari 2022 13:00 | Toyota Auto Body Queenseis |  | Okayama Seagulls | Yokkaichi Stad Gymnasium Rapport: Rapport A Rapport B |
| 22 januari 2022 13:00 | ()                         |  |                  | Yokkaichi Stad Gymnasium Rapport: Rapport A Rapport B |

| 22 januari 2022 13:00 | Hitachi Rivale |  | Toray Arrows | Ikenokawa Sakura Arena, Hitachi Rapport: Rapport A Rapport B |
| 22 januari 2022 13:00 | ()             |  |              | Ikenokawa Sakura Arena, Hitachi Rapport: Rapport A Rapport B |

| 22 januari 2022 13:00 | Himeji Victorina |  | Kurobe AquaFairies | Wink Gymnasium, Himeji Rapport: Rapport A Rapport B |
| 22 januari 2022 13:00 | ()               |  |                    | Wink Gymnasium, Himeji Rapport: Rapport A Rapport B |

| 22 januari 2022 13:00 | Hisamitsu Springs |  | PFU BlueCats | Kurume Arena, Fukuoka Rapport: Rapport A Rapport B |
| 22 januari 2022 13:00 | ()                |  |              | Kurume Arena, Fukuoka Rapport: Rapport A Rapport B |

| 22 januari 2022 14:00 | Saitama Ageo Medics |  | NEC Red Rockets | Ageo Stad Gymnasium Rapport: Rapport A Rapport B |
| 22 januari 2022 14:00 | ()                  |  |                 | Ageo Stad Gymnasium Rapport: Rapport A Rapport B |

| 23 januari 2022 12:00 | Denso Airybees |  | JT Marvelous | Kitagas Arena, Sapporo Rapport: Rapport A Rapport B |
| 23 januari 2022 12:00 | ()             |  |              | Kitagas Arena, Sapporo Rapport: Rapport A Rapport B |

| 23 januari 2022 12:00 | Hisamitsu Springs |  | PFU BlueCats | Kurume Arena, Fukuoka Rapport: Rapport A Rapport B |
| 23 januari 2022 12:00 | ()                |  |              | Kurume Arena, Fukuoka Rapport: Rapport A Rapport B |

| 23 januari 2022 13:00 | Saitama Ageo Medics |  | NEC Red Rockets | Ageo Stad Gymnasium Rapport: Rapport A Rapport B |
| 23 januari 2022 13:00 | ()                  |  |                 | Ageo Stad Gymnasium Rapport: Rapport A Rapport B |

| 23 januari 2022 13:00 | Toyota Auto Body Queenseis |  | Okayama Seagulls | Yokkaichi Stad Gymnasium Rapport: Rapport A Rapport B |
| 23 januari 2022 13:00 | ()                         |  |                  | Yokkaichi Stad Gymnasium Rapport: Rapport A Rapport B |

| 23 januari 2022 13:00 | Hitachi Rivale |  | Toray Arrows | Ikenokawa Sakura Arena, Hitachi Rapport: Rapport A Rapport B |
| 23 januari 2022 13:00 | ()             |  |              | Ikenokawa Sakura Arena, Hitachi Rapport: Rapport A Rapport B |

| 23 januari 2022 13:00 | Himeji Victorina |  | Kurobe AquaFairies | Wink Gymnasium, Himeji Rapport: Rapport A Rapport B |
| 23 januari 2022 13:00 | ()               |  |                    | Wink Gymnasium, Himeji Rapport: Rapport A Rapport B |

Omgång 12
| 29 januari 2022 TBD | Hitachi Rivale |  | PFU BlueCats | Rapport: Rapport A Rapport B |
| 29 januari 2022 TBD | ()             |  |              | Rapport: Rapport A Rapport B |

| 29 januari 2022 TBD | Toray Arrows |  | Kurobe AquaFairies | Ukaruchan Arena Rapport: Rapport A Rapport B |
| 29 januari 2022 TBD | ()           |  |                    | Ukaruchan Arena Rapport: Rapport A Rapport B |

| 29 januari 2022 13:00 | JT Marvelous |  | Hisamitsu Springs | Sumiyoshi Sports Center, Osaka Rapport: Rapport A Rapport B |
| 29 januari 2022 13:00 | ()           |  |                   | Sumiyoshi Sports Center, Osaka Rapport: Rapport A Rapport B |

| 29 januari 2022 13:00 | Himeji Victorina |  | Saitama Ageo Medics | Wink Gymnasium, Himeji Rapport: Rapport A Rapport B |
| 29 januari 2022 13:00 | ()               |  |                     | Wink Gymnasium, Himeji Rapport: Rapport A Rapport B |

| 29 januari 2022 14:00 | Okayama Seagulls |  | Denso Airybees | Zip Arena, Okayama Rapport: Rapport A Rapport B |
| 29 januari 2022 14:00 | ()               |  |                | Zip Arena, Okayama Rapport: Rapport A Rapport B |

| 29 januari 2022 16:00 | NEC Red Rockets |  | Toyota Auto Body Queenseis | Ota Ward Gymnasium, Tokyo Rapport: Rapport A Rapport B |
| 29 januari 2022 16:00 | ()              |  |                            | Ota Ward Gymnasium, Tokyo Rapport: Rapport A Rapport B |

| 30 januari 2022 TBD | Hitachi Rivale |  | PFU BlueCats | Rapport: Rapport A Rapport B |
| 30 januari 2022 TBD | ()             |  |              | Rapport: Rapport A Rapport B |

| 30 januari 2022 TBD | Toray Arrows |  | Kurobe AquaFairies | Ukaruchan Arena Rapport: Rapport A Rapport B |
| 30 januari 2022 TBD | ()           |  |                    | Ukaruchan Arena Rapport: Rapport A Rapport B |

| 30 januari 2022 13:00 | JT Marvelous |  | Hisamitsu Springs | Sumiyoshi Sports Center, Osaka Rapport: Rapport A Rapport B |
| 30 januari 2022 13:00 | ()           |  |                   | Sumiyoshi Sports Center, Osaka Rapport: Rapport A Rapport B |

| 30 januari 2022 13:00 | Himeji Victorina |  | Saitama Ageo Medics | Wink Gymnasium, Himeji Rapport: Rapport A Rapport B |
| 30 januari 2022 13:00 | ()               |  |                     | Wink Gymnasium, Himeji Rapport: Rapport A Rapport B |

| 30 januari 2022 14:00 | Okayama Seagulls |  | Denso Airybees | Zip Arena, Okayama Rapport: Rapport A Rapport B |
| 30 januari 2022 14:00 | ()               |  |                | Zip Arena, Okayama Rapport: Rapport A Rapport B |

| 30 januari 2022 16:00 | NEC Red Rockets |  | Toyota Auto Body Queenseis | Ota Ward Gymnasium, Tokyo Rapport: Rapport A Rapport B |
| 30 januari 2022 16:00 | ()              |  |                            | Ota Ward Gymnasium, Tokyo Rapport: Rapport A Rapport B |

Omgång 13
| 5 februari 2022 TBD | PFU BlueCats |  | JT Marvelous | Shiwa Town Gymnasium, Iwate Rapport: Rapport A Rapport B |
| 5 februari 2022 TBD | ()           |  |              | Shiwa Town Gymnasium, Iwate Rapport: Rapport A Rapport B |

| 5 februari 2022 13:00 | Kurobe AquaFairies |  | Hitachi Rivale | Kurobe General Sports Center Rapport: Rapport A Rapport B |
| 5 februari 2022 13:00 | ()                 |  |                | Kurobe General Sports Center Rapport: Rapport A Rapport B |

| 5 februari 2022 13:00 | Denso Airybees |  | NEC Red Rockets | Horaiya Koriyama Gymnasium Rapport: Rapport A Rapport B |
| 5 februari 2022 13:00 | ()             |  |                 | Horaiya Koriyama Gymnasium Rapport: Rapport A Rapport B |

| 5 februari 2022 13:00 | Toyota Auto Body Queenseis |  | Himeji Victorina | Yokkaichi Stad Gymnasium Rapport: Rapport A Rapport B |
| 5 februari 2022 13:00 | ()                         |  |                  | Yokkaichi Stad Gymnasium Rapport: Rapport A Rapport B |

| 5 februari 2022 14:00 | Saitama Ageo Medics |  | Toray Arrows | Muko Citizens Gymnasium, Kyoto Rapport: Rapport A Rapport B |
| 5 februari 2022 14:00 | ()                  |  |              | Muko Citizens Gymnasium, Kyoto Rapport: Rapport A Rapport B |

| 6 februari 2022 13:00 | Kurobe AquaFairies |  | Hitachi Rivale | Kurobe General Sports Center Rapport: Rapport A Rapport B |
| 6 februari 2022 13:00 | ()                 |  |                | Kurobe General Sports Center Rapport: Rapport A Rapport B |

| 6 februari 2022 13:00 | Saitama Ageo Medics |  | Toray Arrows | Muko Citizens Gymnasium, Kyoto Rapport: Rapport A Rapport B |
| 6 februari 2022 13:00 | ()                  |  |              | Muko Citizens Gymnasium, Kyoto Rapport: Rapport A Rapport B |

| 6 februari 2022 13:00 | Denso Airybees |  | NEC Red Rockets | Horaiya Koriyama Gymnasium Rapport: Rapport A Rapport B |
| 6 februari 2022 13:00 | ()             |  |                 | Horaiya Koriyama Gymnasium Rapport: Rapport A Rapport B |

| 6 februari 2022 13:00 | Toyota Auto Body Queenseis |  | Himeji Victorina | Yokkaichi Stad Gymnasium Rapport: Rapport A Rapport B |
| 6 februari 2022 13:00 | ()                         |  |                  | Yokkaichi Stad Gymnasium Rapport: Rapport A Rapport B |

| 6 februari 2022 14:00 | PFU BlueCats |  | JT Marvelous | Shiwa Town Gymnasium, Iwate Rapport: Rapport A Rapport B |
| 6 februari 2022 14:00 | ()           |  |              | Shiwa Town Gymnasium, Iwate Rapport: Rapport A Rapport B |

## Slutspelet
|  | Semifinaler | Semifinaler       | Semifinaler | Semifinaler       |   |   | Final        | Final | Final | Final |  |
|  |             |                   |             |                   |   |   |              |       |       |       |  |
|  | 2           | Toray Arrows      | 1           | 0                 |   |   |              |       |       |       |  |
|  | 2           | Toray Arrows      | 1           | 0                 |   |   |              |       |       |       |  |
|  | 3           | Hisamitsu Springs | 3           | 1                 |   |   |              |       |       |       |  |
|  | 3           | Hisamitsu Springs | 3           | 1                 |   | 1 | JT Marvelous | 1     |       |       |  |
|  |             |                   |             |                   |   | 1 | JT Marvelous | 1     |       |       |  |
|  |             |                   | 3           | Hisamitsu Springs | 3 |   |              |       |       |       |  |

### Matchresultat
Semifinal
| 9 april 2022 12:00 | Toray Arrows                 | 1–3 | Hisamitsu Springs | Konohana Arena, Shizuoka Publik: 1 600 Domare: Yuka Kitamura Rapport: Rapport A Rapport B |
| 9 april 2022 12:00 | (25-21, 18-25, 17-25, 19-25) |     |                   | Konohana Arena, Shizuoka Publik: 1 600 Domare: Yuka Kitamura Rapport: Rapport A Rapport B |

| 9 april 2022 14:10 | Toray Arrows       | 0–1 | Hisamitsu Springs | Konohana Arena, Shizuoka Publik: 1 600 Domare: Yuka Kitamura Rapport: Rapport A Rapport B |
| 9 april 2022 14:10 | (23–25) Golden Set |     |                   | Konohana Arena, Shizuoka Publik: 1 600 Domare: Yuka Kitamura Rapport: Rapport A Rapport B |

Final
| 10 april 2022 12:00 | JT Marvelous                 | 1–3 | Hisamitsu Springs | Konohana Arena, Shizuoka Publik: 1 600 Domare: Toshie Akai Rapport: Rapport A Rapport B |
| 10 april 2022 12:00 | (23-25, 25-23, 22-25, 23-25) |     |                   | Konohana Arena, Shizuoka Publik: 1 600 Domare: Toshie Akai Rapport: Rapport A Rapport B |

| 16 april 2022 | JT Marvelous | Ej spelad | Hisamitsu Springs |  |
| 16 april 2022 |              |           |                   |  |

Det andra finalmötet, som skulle spelats 16 april 16 2022 avlystes då flera spelare i bägge lagen testat positivt för Covid-19. Hisamitsu Springs,som vann det första finalmötet 10 april 10 2022 blev därför mästare. 

## Slutplaceringar
| Rank | Klubb                      |
| ---- | -------------------------- |
| 1    | Hisamitsu Springs          |
| 2    | JT Marvelous               |
| 3    | Toray Arrows               |
| 4    | NEC Red Rockets            |
| 5    | Saitama Ageo Medics        |
| 6    | Denso Airybees             |
| 7    | Hitachi Rivale             |
| 8    | PFU Bluecats               |
| 9    | Okayama Seagulls           |
| 10   | Toyota Auto Body Queenseis |
| 11   | Victorina Himeji           |
| 12   | KUROBE Aqua Fairies        |

|  | Kvalificerat för the 2022 Asian Women's Club Volleyball Championship | Hisamitsu Springs |

| Mästare |
| ------- |

| Laguppställning | Passare: Misaki Inoue , Manami Mandai , Erika Sakae Libero: Yuka Ikeya, Mana Toe MB: Ayaka Araki, Shion Hirayama, Asuka Hamamatsu, Foluke Akinradewo, Riho Ōtake OP: Miyu Nakagawa, Miyu Nagaoka, Akari Shirasawa OH: Arisa Inoue, Yuki Ishii, Hikari Kato, Rika Nomoto, Yuka Imamura, Megumi Fukazawa, Saki Nakajima, Mika Yoshitake |
| Tränare:        | Shingo Sakai |

## Utmärkelser

### Grundserien
- Bästa poängvinnare
  - Jana Kulan
- Bästa spiker
  -  Foluke Akinradewo
- Bästa blockare
  - Alyja Daphne Santiago
- Bästa servare
  - Mioko Yabuta
- Bästa mottagare
  - Mako Kobata
- Fair play-utmärkelse
  - Alyja Daphne Santiago
  - Mami Yokota
- V.Leagues specialpris[a]
  -  Aimi Kawashima (Okayama Seagulls)
  -  Erika Sakae (Hisamitsu Springs)
  -  Aya Watanabe (Hitachi Rivale)
  -  Kotoe Inoue (NEC Red Rockets)
  -  Fumika Moriya (Denso Airybees)
- Enastående personligt resultat
  -   Foluke Akinradewo (Hisamitsu Springs)

1. ↑  För spel under mer än 10 säsonger och mer än 230 matcher[12]

### Slutspelet
- Mest värdefulla spelare
  -  Arisa Inoue (Hisamitsu Springs)
- Bästa sexa
  -  Andrea Drews (JT Marvelous)
  -  Jana Kulan (Toray Arrows)
  -  Arisa Inoue (Hisamitsu Springs)
  -  Erika Sakae (Hisamitsu Springs)
  -  Erina Ogawa (Toray Arrows)
  -  Foluke Akinradewo (Hisamitsu Springs)
- Tränarpris
  -  Shingo Sakai (Hisamitsu Springs)
- Bästa libero
  -  Mako Kobata (JT Marvelous)
- Mottagarpris
  -  Mana Toe (Hisamitsu Springs)
- Pris för kampglöd
  -  Andrea Drews (JT Marvelous)
- Pris för mästa nykomling
  -  Melissa Valdes (PFU BlueCats)
- Matsudaira Yasutakas pris
  -  Shingo Sakai (Hisamitsu Springs)

## Kval (V.Challenge Match
Kval spelades 9-10 april, 2022
I kvalet möte de två sista lagen i serien de två första lagen i V.League Division 2 2021/2022, där elvan möte tvåan i division 2 medan tolvan mötte ettan i division två. Om ett lag i division 2 saknar licens för att spela i division 1 spelas ingen match och laget i division 1 stannar där. Samma rankingkriterier som för seriespelet användes.
Elvan i divison 1 mot tvåan i division 2
| Pos | Lag                    | M | V | F | P | SV | SF | SK    | BV  | BF  | BK    | Kvalificering     |
| --- | ---------------------- | - | - | - | - | -- | -- | ----- | --- | --- | ----- | ----------------- |
| 1   | Himeji Victorina       | 2 | 2 | 0 | 5 | 6  | 3  | 2,000 | 202 | 183 | 1,104 | 2021-22 V1 League |
| 2   | Gunma Bank Green Wings | 2 | 0 | 2 | 1 | 3  | 6  | 0,500 | 183 | 202 | 0,906 |                   |

Resultat
| 9 april 2022 12:00 | Himeji Victorina             | 3–1 | Gunma Bank Green Wings | Yokkaichi Stad Gymnasium Publik: 478 Domare: Tomohito Castle Rapport: Rapport A Rapport B |
| 9 april 2022 12:00 | (16–25, 25–20, 25–17, 25–20) |     |                        | Yokkaichi Stad Gymnasium Publik: 478 Domare: Tomohito Castle Rapport: Rapport A Rapport B |

| 10 april 2022 12:00 | Himeji Victorina                   | 3–2 | Gunma Bank Green Wings | Yokkaichi Stad Gymnasium Publik: 423 Domare: Taisuke Togawa Rapport: Rapport A Rapport B |
| 10 april 2022 12:00 | (25–20, 25–21, 22–25, 24–26, 15–9) |     |                        | Yokkaichi Stad Gymnasium Publik: 423 Domare: Taisuke Togawa Rapport: Rapport A Rapport B |

Tolvan i divison 1 mot ettan i division 2
| Pos | Lag                | M | V | F | P | SV | SF | SK    | BV  | BF  | BK    | Kvalificering     |
| --- | ------------------ | - | - | - | - | -- | -- | ----- | --- | --- | ----- | ----------------- |
| 1   | Kurobe AquaFairies | 2 | 1 | 1 | 4 | 5  | 4  | 1,250 | 198 | 187 | 1,059 | 2021-22 V1 League |
| 2   | Brilliant Aries    | 2 | 1 | 1 | 2 | 4  | 5  | 0,800 | 187 | 198 | 0,944 |                   |

Resultat'
| 9 april 2022 15:00 | Kurobe AquaFairies           | 3–1 | Brilliant Aries | Yokkaichi Stad Gymnasium Publik: 405 Domare: Nana Yoshioka Rapport: Rapport A Rapport B |
| 9 april 2022 15:00 | (25–20, 19–25, 25–11, 25–20) |     |                 | Yokkaichi Stad Gymnasium Publik: 405 Domare: Nana Yoshioka Rapport: Rapport A Rapport B |

| 10 april 2022 15:00 | Kurobe AquaFairies                 | 2–3 | Brilliant Aries | Yokkaichi Stad Gymnasium Publik: 380 Domare: Nobuko Sasaki Rapport: Rapport A Rapport B |
| 10 april 2022 15:00 | (25–23, 25–23, 22–25, 23–25, 9–15) |     |                 | Yokkaichi Stad Gymnasium Publik: 380 Domare: Nobuko Sasaki Rapport: Rapport A Rapport B |